# Jan Hus
Jan Hus (født 1369 i den lille by Husinec i det sydlige Böhmen, død 6. juli 1415 i Konstanz) var en af de første reformatorer inspireret af englænderen John Wycliffe. Hans tilhængere blev kaldt hussitter, og de iværksatte flere religiøse, sociale og politiske opstande. Den katolske kirke reagerede kraftigt mod hussitterne og bandlyste Jan Hus i 1411. I 1415 blev han dømt som kætter og brændt på bålet.
Han gik på Karlsuniversitetet i Prag og blev præsteviet og dekan her. Universitetet var specielt ved, at den katolske kirke ikke deltog i ledelsen. Universitetet ligger i forbindelse med Bethlehemskapellet, og her prædikede Jan Hus. Han prædikede på tjekkisk og mod sædvane ikke på latin. Det vakte stor interesse, og hans prædikener blev populære og spredte reformationstankerne langt ud over det akademiske miljø. Reformationstankerne var skabt sammen med kollegerne på universitetet.

## Kritik af Den katolske kirke
Inspireret af John Wycliffe kritiserede han den katolske kirke. Han angreb i sine prædikener munkenes, præsternes og pavedømmets forsyndelser og anså ikke Kristi kirke for at være et hierarki, men derimod et samfund af de til frelse forudbestemte. Derimod gik han ikke imod forvandlingslæren om nadveren, men blev alligevel beskyldt for det og af den grund dømt som kætter. Han mente blot, at lægfolk havde ret til at modtage både brød og vin ved nadveren.
I 1410 blev Hus bandlyst af paven, og to år senere blev det ham forbudt at prædike i Prag. Hus flygtede og blev i 1415 indkaldt til kirkekoncilet i Konstanz, hvor han blev arresteret trods løfte om frit lejde. Han blev brændt på kætterbålet i 1415.
I 1420, fem år efter Hus' død, blev de fire Prag-artikler offentliggjort på Prags Universitet. Artiklerne kræver
- evangeliets frie forkyndelse
- gejstlighedens afkald på verdslig magt
- streng kirketugt og ikke mindst
- "nadver under begge skikkelser".[3]

## Efterdønninger
Jan Hus sætter sig spor i historien om reformationen og er nationalhelt i Tjekkiet. I Prag er han hyldet med et museum. Som nationalist havde han inspiration fra Jan Milic. Den bøhmiske reformation overlevede i 200 år med opblomstringen af den böhmiske og Mähriske brødremenighed, indtil de protestantiske fyrsters nederlag ved Det Hvide Bjerg i 1620,under 30-årskrigen. Nogle få brødre søgte tilflugt hos Grev Zinzendorf og fortsættelsen af historien hedder den Herrnhutiske Brødremenighed.